# Fraugde
Fraugde är en tätort i Odense kommun i Region Syddanmark i Danmark. Tätorten har 1 991 invånare (2024). Den ligger på Fyn, cirka 8 kilometer sydost om Odense.